# ایدا گالی
ایدا گالی (ایتالیایی: Ida Galli) بازیگر اهل ایتالیا است. وی بین سال‌های ۱۹۵۹ تا ۱۹۹۰ میلادی فعالیت می‌کرد.
از فیلم‌هایی که وی در آن نقش داشته است، می‌توان به پزشک بیمه سلامت، آرابلا فرشته سیاه، راهبه دیر کاسترو، زندگی شیرین، یوزپلنگ، ارواح رم، کاگلیوسترو، دُم عقرب، یورش بزرگ، پروانه خون‌آلود و مسالینا اشاره کرد.